# Oreosaurus inanis
Oreosaurus inanis — вид ящірок родини гімнофтальмових (Gymnophthalmidae). Ендемік Венесуели.

## Поширення і екологія
Oreosaurus inanis відомі з двох місцевостей, розташованих в горах Кордильєра-де-Мерида. Вони живуть в сухих гірських тропічних лісах, серед лісової підстилки.